# Paroxygraphis
Paroxygraphis es un género  de plantas de flores perteneciente a la familia Ranunculaceae.  Tiene una sola especie, Paroxygraphis sikkimensis.
- Datos: Q5802804
- Especies: Paroxygraphis